# Софонісба Ангвіссола
Софонісба Ангіссола (італ. Sofonisba Anguissola; бл. 1532, Кремона — 16 листопада 1625, Палермо) — італійська художниця пізнього Відродження та маньєризму, офіційна придворна художниця іспанського короля. Протофеміністка, вшанована на Поверсі спадщини Джуді Чикаго.

## Життєпис

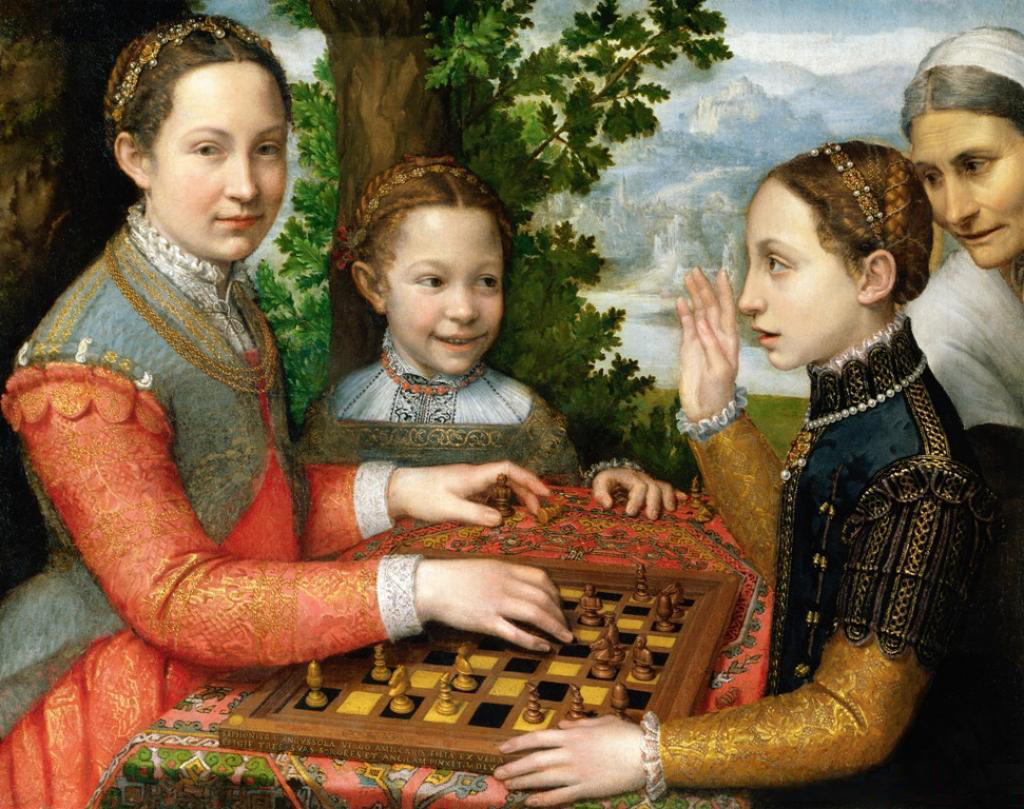
Софонісба Ангіссола. «Лючія з її сестрами Європою і Мінервою за грою в шахи». Масло. Оригінал картини знаходиться в колекції Національного музею в місті Познань. На картині три сестри Софонісби та їхня старша прислуга. Ліворуч сидить Лучія (теж художниця), праворуч — Мінерва. Дівчинка, яка стоїть за столиком, наймолодша сестра — Євгенія. До 1824 року картина перебувала в колекції Луї Бонапарта, поки її не купив граф Рачинський у Парижі. Це один з найкрасивіших витворів мистецтва на тему шахової гри

Народилася у Кремоні (Ломбардія) старшою донькою у сім'ї з сімома дітьми. Її сестра Лючія теж стала художницею. Батько Амількар Ангіссоло належав до обраного аристократичного кола Генуї. Мати Софонісби Бьянка Понцоне також належала до аристократичної сім'ї. Отримала всебічну якісну освіту, разом з тим навчалась образотворчого мистецтва. Ангіссола подорожує до Риму, де представлена Мікеланджело, який одразу розпізнав її талант. У 1558 р. побувала у Мілані й написала портрет герцога Альби. Герцог рекомендував її при іспанському дворі, і дружина Філіпа II, королева Єлизавета Валуа, котра була художницею-аматоркою, запросила Ангіссолу бути її вчителькою і присвоїла їй ранг фрейліни королеви іспанської. Відтак Ангіссола стала офіційною придворною художницею іспанського короля.

## Пам'ять
4 серпня 2017 року на її честь був названий кратер на Меркурії.

## Останні виставки
- 2019-2020: Ангіссола разом з Лавінією Фонтаною були в центрі уваги великої виставки під назвою «Казка про двох жінок-художниць» у Музеї Прадо, Мадрид[15].

## Галерея вибраних творів

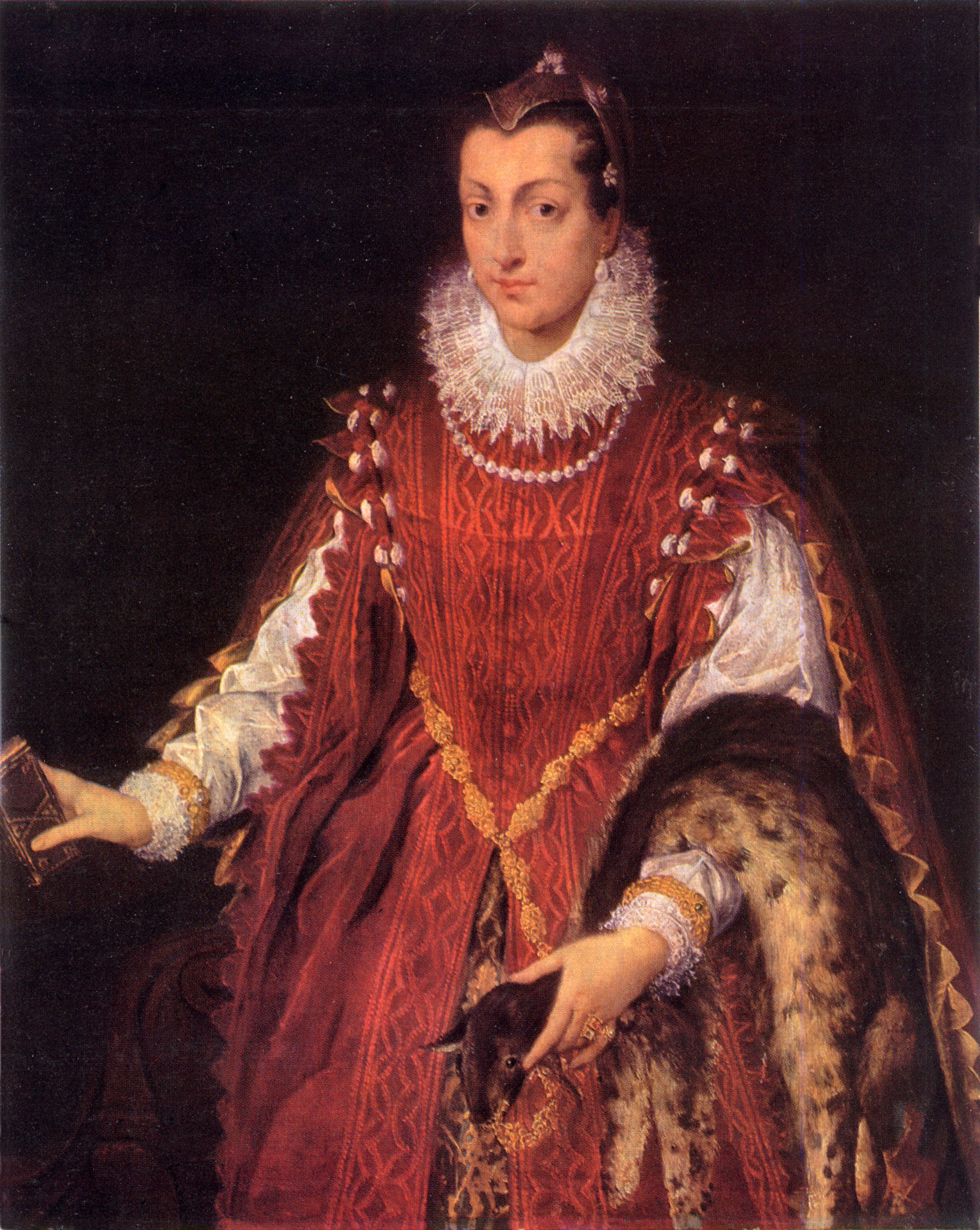
«Шляхетна пані», Львівська національна галерея мистецтв

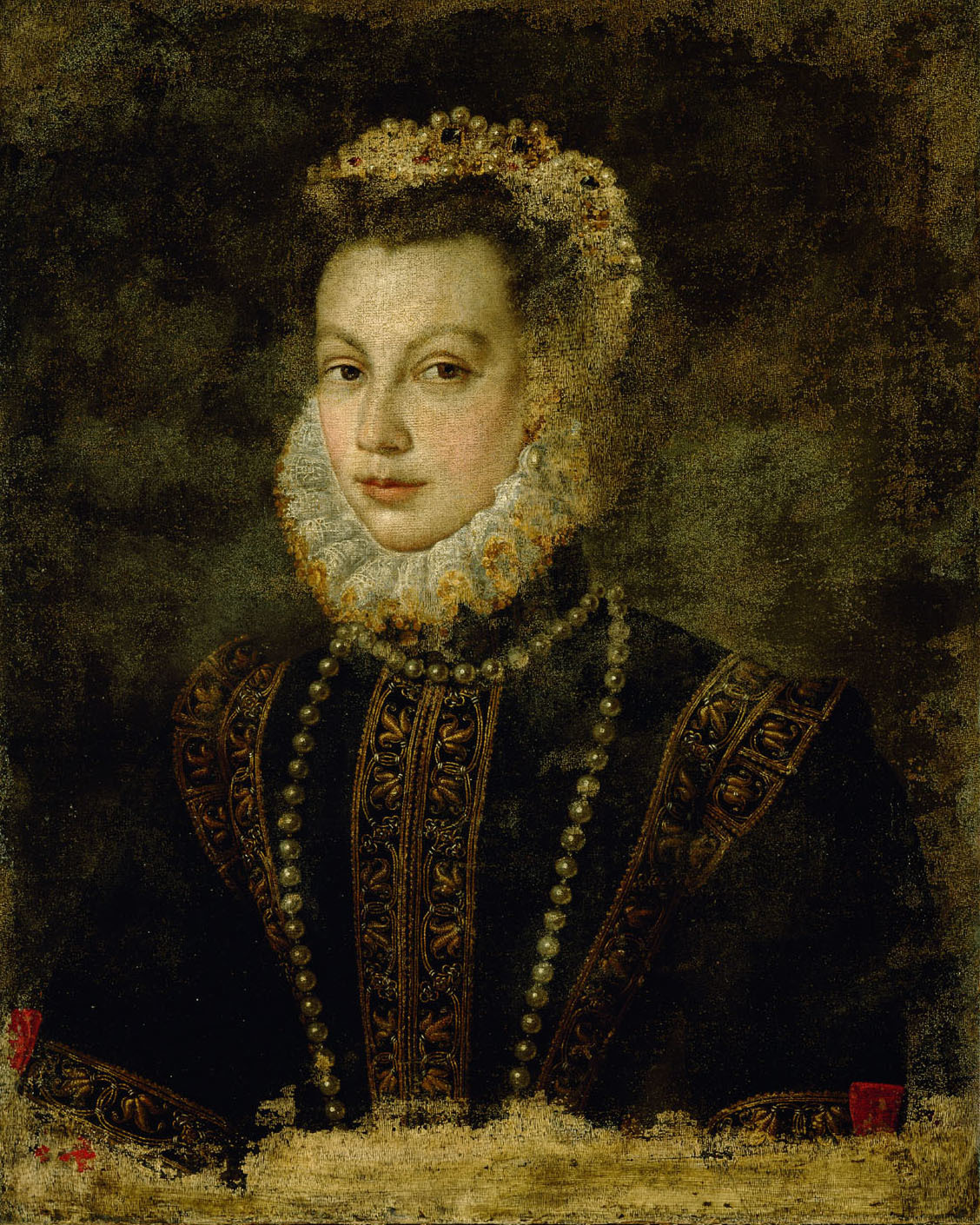
«Ізабель Валуа» (1545—1568)
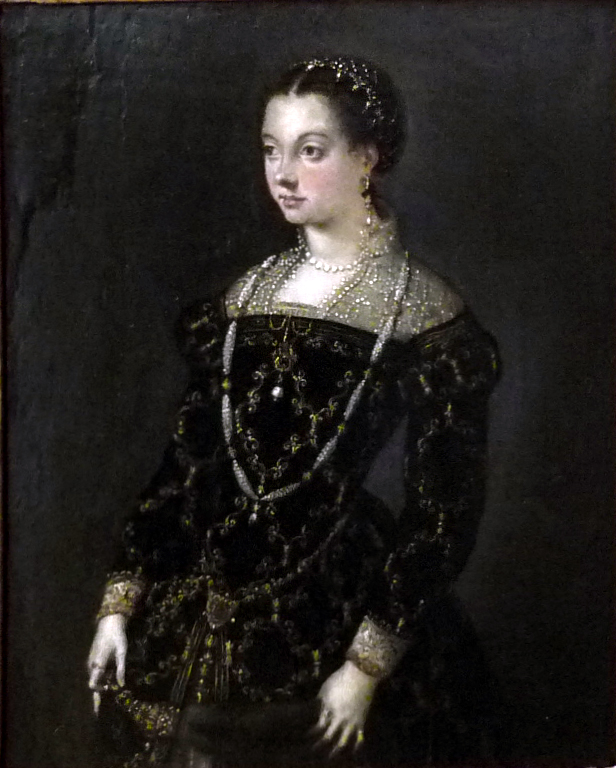
«Автопортрет», бл. 1559 р.
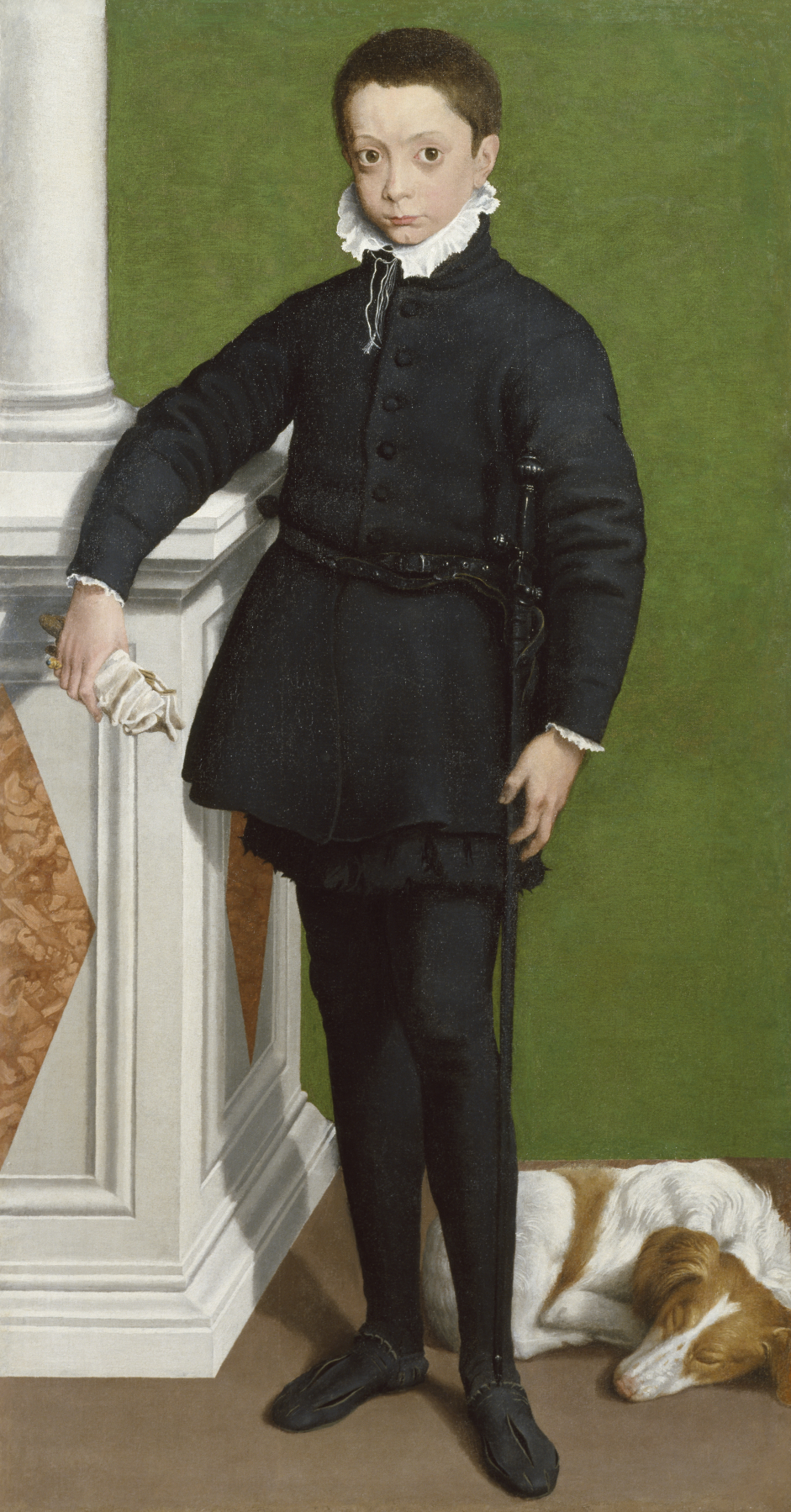
«Массіміліано Стампа»,1557. Художній музей Волтерс
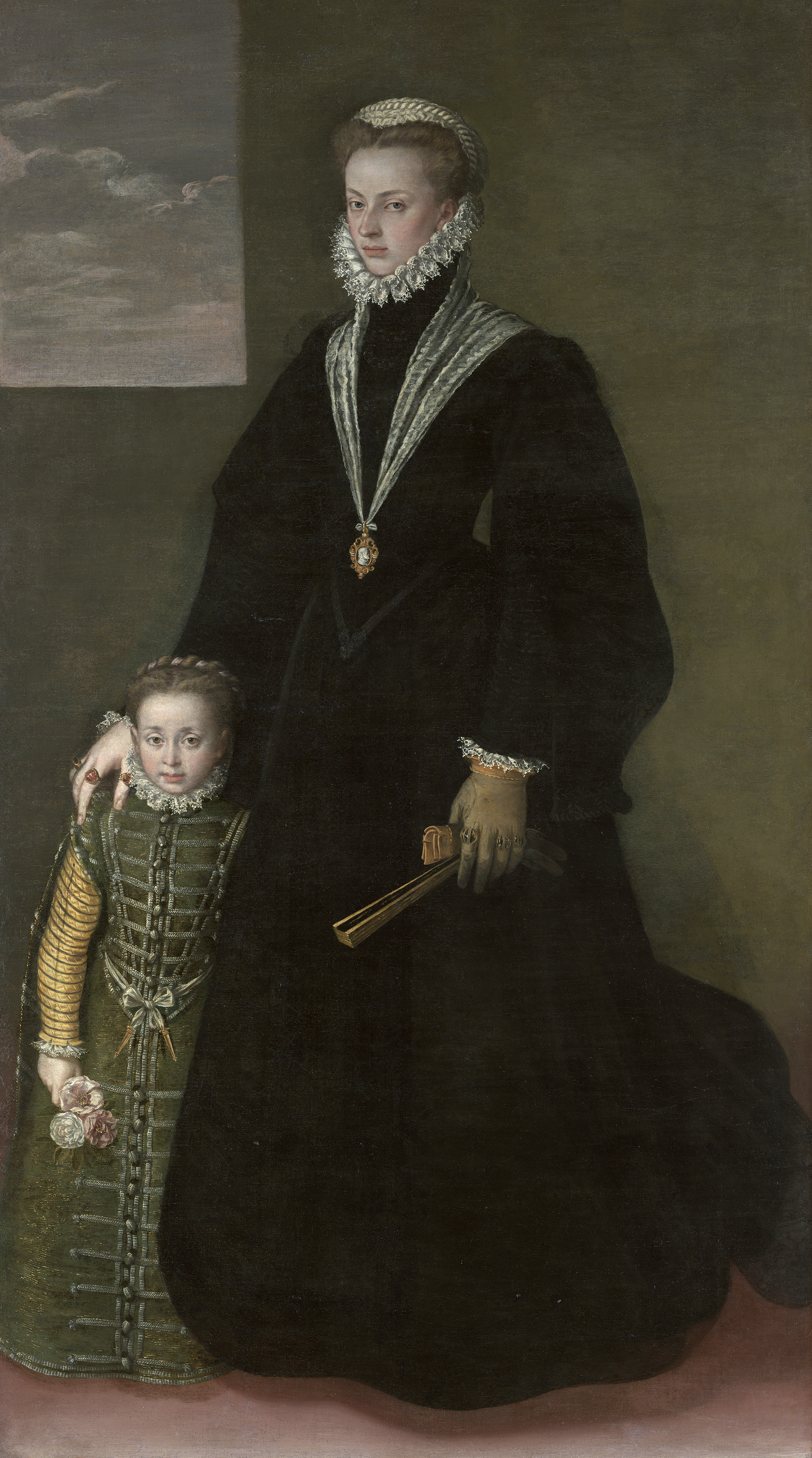
«Хуана Австрійська з дівчинкою», 1561, Музей Гарднер
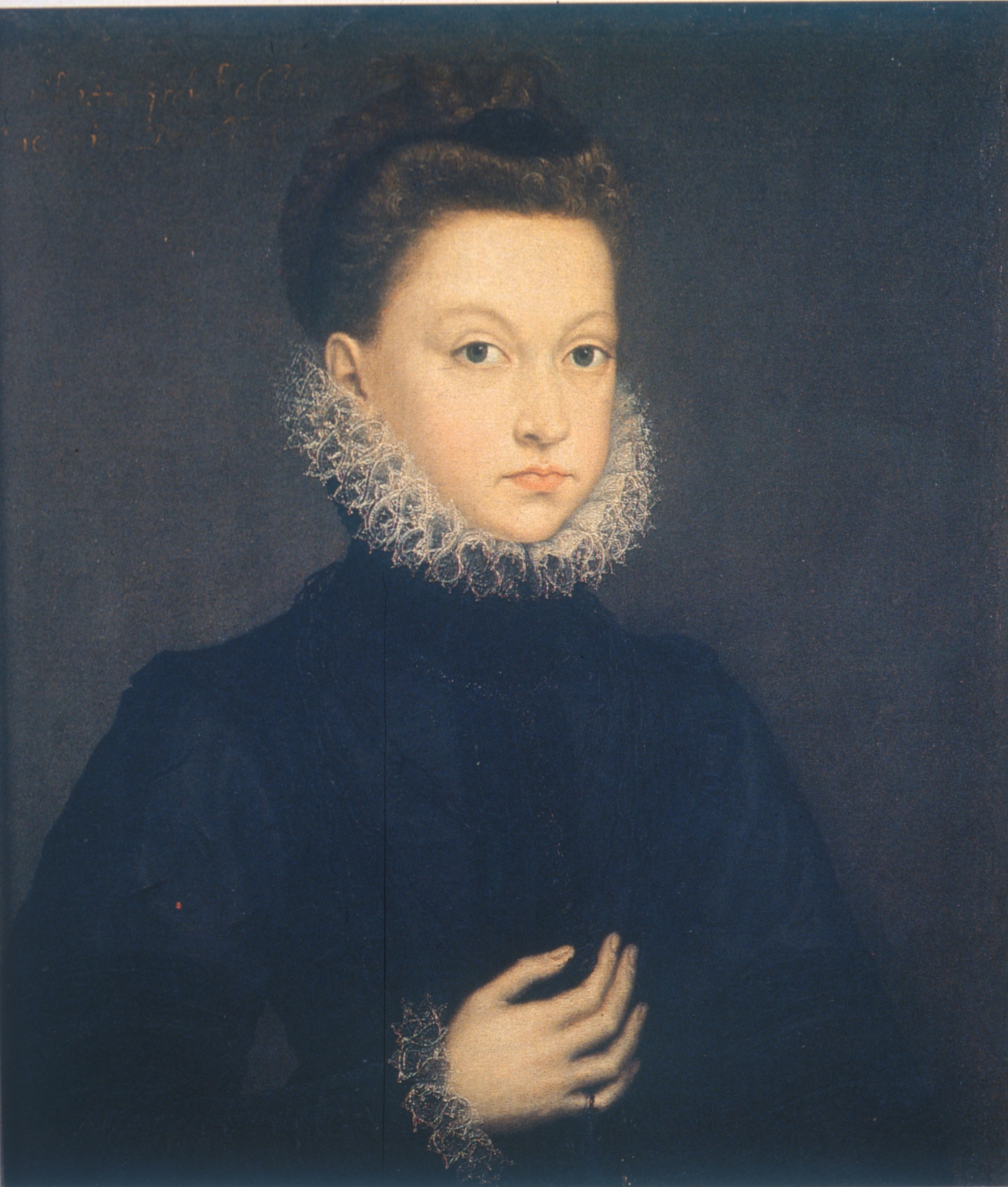
«Принцеса Ізабелла Клара Еухенія», 1573. Галерея Сабауда
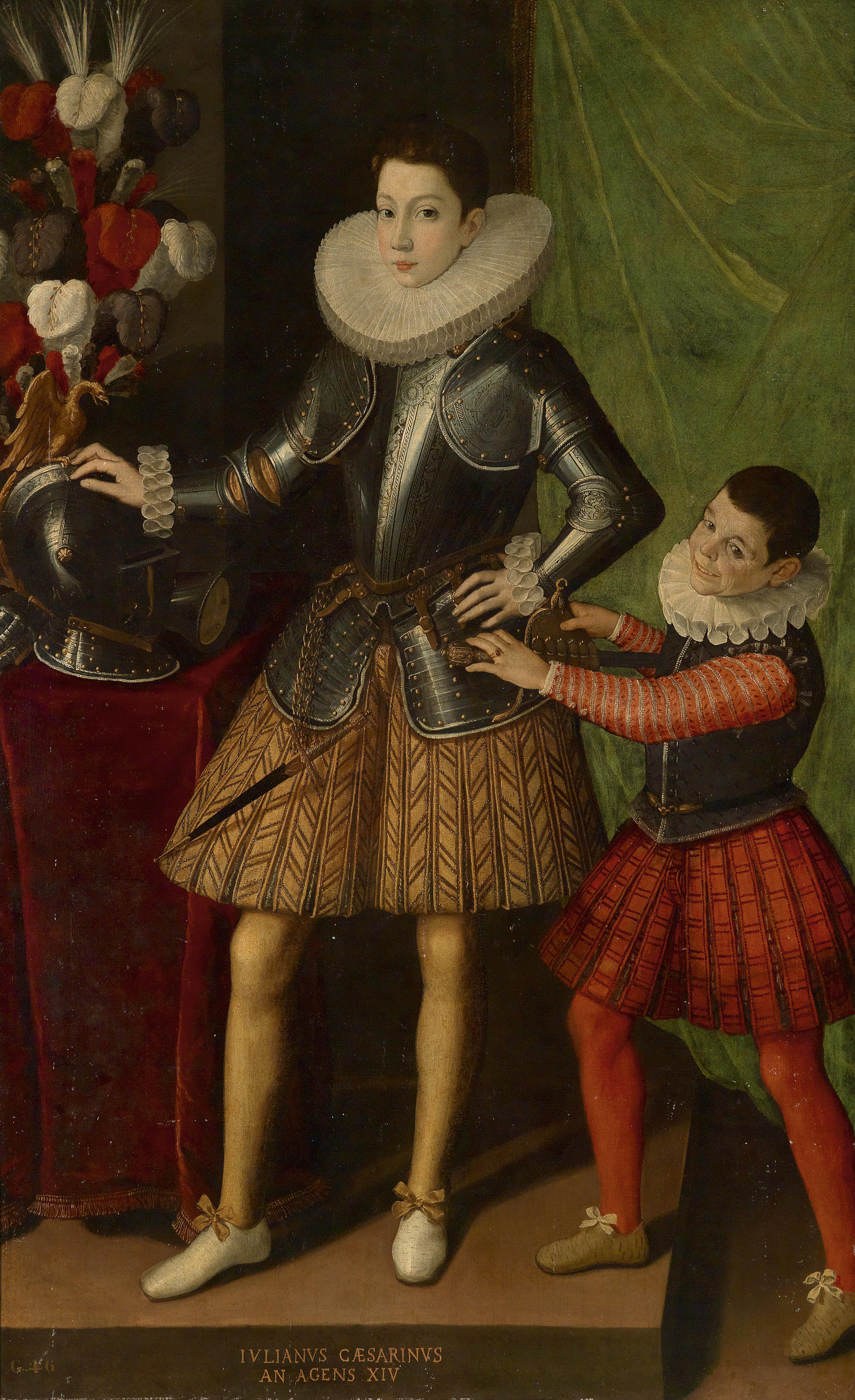
«Портрет Джуліано ІІ Чезаріні у віці 14 років»